# Éric Célérier
Éric Célérier est le fondateur de Top Chrétien, un portail web.  Il est également un  pasteur protestant associé à l’église Martin Luther King de Créteil, en banlieue de Paris en France, membre des Assemblées de Dieu de France et de la Fédération Protestante de France.

## Biographie
Éric Célérier naît le 4 août 1964 à Castres, près de Toulouse en France dans une famille catholique.  Durant son adolescence, il rencontre des problèmes d’alcool et de drogue. En 1982, à 18 ans, il visite une église évangélique de Pontoise avec des amis et fait l'expérience d'une nouvelle naissance chrétienne. De 1985 à 1986, il rejoint l’équipe française d’évangélisation de Billy Graham, avec lequel il continuera de travailler par la suite. Cette expérience l’incite à poursuivre des études de théologie à l’Institut de théologie biblique des Assemblées de Dieu dont il sort diplômé en 1991. Après six ans de formation pastorale, il devient pasteur en 1997. Il est marié et a trois enfants.  

### Ministère
Son premier service s’effectue à Rive-de-Gier en 1991.  Après sa formation pastorale, il s'installe à Givors, près de Lyon, pour développer une église évangélique affiliée aux Assemblées de Dieu de France, en 1997.  Il monte alors un site web pour l’église. Il espérait rejoindre des personnes de la ville ou de la région. La première personne à le contacter par le biais du site est un Brésilien qui étudie l'espagnol dans son pays et qui recherche des chrétiens pour l’héberger durant un futur séjour en France. Cette correspondance lui fait comprendre le potentiel d’Internet.  Après la publication d’un deuxième site, un ami lui parle de l’idée de création d’un portail web chrétien. 
Avec l’aide d’Estelle Martin, une Suissesse, il lance le portail web Top Chrétien en juillet 1999,. À ses débuts, le site comporte un annuaire de sites chrétiens, une collection de textes de réflexion, une section d’information sur l’actualité internationale et une liste de petites annonces ; il a pour but de favoriser le dialogue entre chrétiens. À cela viendront s’ajouter un réseau social et des vidéos de prédications et de chants chrétiens.  En 2000, Éric Célérier et ses collaborateurs fondent l'association Top Chrétien Francophone. Depuis 2002, son équipe compte notamment sur l’aide de bénévoles pour la maintenance du site,.  
En 2005, la section ayant pour objectif de faire découvrir la personne de Jésus devient un site autonome : ConnaitreDieu.com.  En 2006, sur la demande d'un Hollandais, Éric Célérier traduit ce site en néerlandais, allemand, et arabe. Avec l'aide de Jan-Willem Bosman, il développe plus de 20 versions linguistiques du site, formant en 2009 le réseau web Jesus.net,. En 2007, il crée l'association Top Mission qui s’occupe de la gestion de Top Chrétien. Le site aurait reçu 1,2 million de visites par mois en 2009 et 1,7 million de visites mensuelles en 2016. En 2015, il lance une lettre d'information quotidienne appelée Un Miracle Chaque Jour.
Éric Célérier est pasteur associé à l’Église Martin Luther King de Créteil.

## Livres
- 2016 : Connexions divines  (ISBN 978-2365261166)[21]- Éditions Première Partie[22]
- 2016 : Le Seigneur est Mon Berger : Trésors du Roi David  (ISBN 978-2365261203)[23] - Éditions Première Partie
- 2017 : Un Miracle Chaque Semaine  (ISBN 978-2365261432)[24] - Éditions Première Partie